# Viziuni macabre (film)
Viziuni macabre (titlu original: Hideaway) este un film american de groază din 1995 regizat de Brett Leonard după romanul cu același nume (Hideaway) din 1992 al lui Dean Koontz. Rolurile principale au fost interpretate de actorii Jeff Goldblum, Christine Lahti, Alicia Silverstone, Jeremy Sisto, Alfred Molina și Rae Dawn Chong. A fost lansat de TriStar Pictures la 3 martie 1995. Primirea criticilor a fost în mare parte negativă, iar filmul nu a fost un succes financiar.

## Distribuție
- Jeff Goldblum - Hatch Harrison / Uriel
- Christine Lahti - Lindsey Harrison
- Alicia Silverstone - Regina Harrison
- Jeremy Sisto - Vassago / Jeremy Nyebern
- Alfred Molina - Dr. Jonas Nyebern
- Rae Dawn Chong - Rose Orwetto
- Kenneth Welsh - Detectiv Breech